# David Sánchez (músico de jazz)
David Sánchez (Guaynabo, Puerto Rico, 9 de septiembre de 1968) es un saxo tenor de jazz de Puerto Rico.

## Formación
Sánchez comenzó a tocar la conga cuándo tenía ocho años y el saxo tenor a la edad de 12 años. Sus primeras influencias fueron Afro-Caribeñas y latinas. Desde los 12 años Sánchez asistió a la Escuela Libre de Música, la cual enfatiza los estudios musicales formales y los estilos europeos clásicos. 
En esa época le influyó mucho el álbum de Miles Davis, Basic Miles, en que John Coltrane tocaba algunos temas, así como el  álbum de 1958 Lady in Satin de Billie Holiday, con cuerdas arregladas y dirigidas por Ray Ellis. Sánchez consideró iniciar la carrera de psicología, pero hizo pruebas de ingreso en el Berklee College y la Universidad Rutgers. Sánchez escogió Rutgers porque consiguió una beca mejor y estaba más cercana a Nueva York que era su objetivo final. En Rutgers, Sánchez estudió con Kenny Barron, Ted Dunbar y John Purcell.

## Carrera
Sánchez se unió a la Dizzy Gillespie's United Nation Orchestra en 1990 y Dizzy se convirtió en su mentor. El grupo visitó 27 países y 100 ciudades de EE. UU. en 31 estados y también incluía otros músicos notables (Flora Purim por ejemplo). Después de la disolución de la orquesta Sánchez continuó tocando con Dizzy hasta su muerte en 1993, principalmente en el Dizzy Trío con Mike Longo. Desde entonces ha hecho giras con la Philip Morris Super Band y grabado con Slide Hampton y sus Maestros del Jazz, Charlie Sepulveda, Roy Hargrove, Kenny Drew, Jr., Ryan Kisor, Danilo Pérez, Rachel Z, y Hilton Ruiz y encabezó sus propias sesiones  para Columbia Records.

## Carrera de líder y enseñanza
Después de unirse a Columbia Records, Sánchez publicó siete álbumes. En 2005 Sánchez ganó el Grammy al Mejor Álbum de Conjunto Amplio de Jazz para Coral. Grabado en la República Checa, con la Orquesta Filarmónica de Praga, Coral presenta un sexteto: el saxo alto Miguel Zenón, el pianista Edsel Gómez, los bajistas John Benítez y Ben Street, el batería Adam Cruz, y el percusionista Pernell Saturnino.
David Sánchez es conocido como "Maestro Sánchez" por sus alumnos del Conservatorio de Música de Puerto Rico, donde lleva enseñando más de una década como Artista en Residencia. Respecto a su pasión por la enseñanza dice: " Me hace tremendamente feliz. Veo el gran talento que hay. Soy verdaderamente optimista y miro confiado el futuro de la música"
También ha dado máster clases en Brasil, en el Peabody Conservatory, la Manhattan School of Music, la Indiana University's School of Music, la Stanford University, la University of Memphis, la Emory University y completó un año de residencia en la Georgia State University.

## Discografía

### Como líder
- The Departure (1994)
- Sketches of Dreams' (1994)
- I Miss You John (1995) - Mike Longo tribute album to Dizzy Gillespie with Cecil Bridgewater, Frank Wess, and James Moody
- Street Scenes (1996)
- Obsession (1998)
- Melaza(2000)
- Travesia (2002)
- Coral (2004) - Grammy Award-winning
- Cultural Survival (2008)
- Carib (2019)

### Como colíder
- Ninety Miles (2011) - w/ Stefon Harris and Christian Scott

### Como sideman
- La India - Llego la India Via Eddie Palmieri (1992)
- Jonny King - Meltdown (1997, Enja Records)
- Antonio Sánchez - Migration (2007)
- Gabriel Vicens - Point In Time (2012)
- Gabriel Vicens - Days (2015, Inner Circle Music)

### Como artista invitado
Con Dizzy Gillespie
- Bird Songs: The Final Recordings (Telarc, 1992)
- To Bird with Love (Telarc, 1992)

Con Charlie Haden
- Nocturne (2001, Verve)

Con Harold López Nussa
- El País de las Maravillas (2011, Pueblo Mundial)